# Olios socotranus
Olios socotranus là một loài nhện trong họ Sparassidae.
Loài này thuộc chi Olios. Olios socotranus được Mary Agard Pocock miêu tả năm 1903.